# جيمس كريستيان
جيمس كريستيان (بالإنجليزية: James Christian)‏ هو مغني ومغن مؤلف أمريكي، ولد في القرن العشرين في كونيتيكت في الولايات المتحدة.

## وصلات خارجية
- جيمس كريستيان على موقع ميوزك برينز (الإنجليزية)
- جيمس كريستيان على موقع ديسكوغز (الإنجليزية)